# 顺德军
顺德军，五代方镇名。
后晋时改成德军置，治所在镇州（今河北省正定县），辖境相当今河北省石家庄、正定等市县地。后汉复改成德军。